# Biennio nero
Als Biennio nero („Die zwei schwarzen Jahre“, wörtlich „schwarzes Biennium“) werden die Jahre 1921 und 1922 der vorwiegend faschistischen Reaktion auf das „Biennio rosso“ (1919 und 1920) bezeichnet. Während des „Biennio rosso“ waren Arbeiter vor allem in Norditalien bemüht, den Übergang zu einer sozialistischen Gesellschaftsordnung zu realisieren. Zentrum dieser Bewegung war die Industriestadt Turin, in der sich Arbeiterräte bildeten und zahlreiche Fabriken besetzt wurden.

## Vorgeschichte
Nach dem Ersten Weltkrieg zählte Italien zwar zu den Siegermächten, wirtschaftlich und gesellschaftlich stand es jedoch vor ähnlichen Problemen wie die unterlegenen Mittelmächte. Die Finanzen waren durch die Kriegskosten zerrüttet; mit Deutschland und Österreich-Ungarn waren die wichtigsten Exportmärkte weggebrochen, die Industrie stand vor dem Problem der Umrüstung auf Friedensproduktion und die heimkehrenden Soldaten fanden daher kaum Arbeit. Das Ergebnis war eine weitgehende Unzufriedenheit sowohl in der Arbeiterschaft als auch im Agrarbereich, während sich das Bürgertum mit der „vittoria mutilata“ (verstümmelten Sieg) nicht abfinden wollte. Die ersten Wahlen nach dem Krieg brachten den bislang dominanten Liberalen eine Niederlage, sie konnten sich aber unter Giovanni Giolitti im Rahmen einer Koalition weiterhin an der Regierung halten. Der Wahlerfolg der (noch vereinten) Sozialistischen Partei Italiens (PSI) erweckte vor allem in den seit dem Parteikongress 1918 dominanten revolutionsorientierten Sozialisten, die sich 1921 unter Amadeo Bordiga, Antonio Gramsci und Palmiro Togliatti als Kommunistische Partei Italiens (Partito Comunista Italiano – PCI) von der PSI abspaltete, die Hoffnung, in absehbarer Zeit eine sozialistische Gesellschaftsordnung verwirklichen zu können. Man begann daher, die revolutionären Aktivitäten in Stadt und Land zu fördern und zu unterstützen. Zentrum der Umsetzung dieser Ideen war Turin, von wo sich die Streiks und Fabriksbesetzungen auch auf die staatlichen Eisenbahnen und schließlich auch aufs Umland ausdehnten, wobei vor allem die Regionen Emilia und Romagna betroffen waren.

## Verlauf
Das „Biennio nero“ war von der faschistischen Gegenreaktion und dem Marsch auf Rom gekennzeichnet. Diese Gegenreaktion begann in der Poebene mit der Bildung von regionalen Kampfgruppen. Sie bestanden meist aus ehemaligen Frontkämpfern, Abenteurern und Arbeitslosen. Aus eigenem Antrieb oder von Industriellen und Großbauern finanziert, traten sie den Syndikalisten und Landbesetzern entgegen. Diese Fasci oder Squadristi genannten Gruppen wurden von Benito Mussolini im März 1919 eher lose als Fasci di combattimento zusammengefasst. Anfang der 1920er Jahre gab es 88 Fasci mit insgesamt 20.000 Mitgliedern, die schließlich auf 834 Fasci mit 250.000 Mitgliedern anwuchsen. 
Die Nachkriegsregierungen sahen in diesen Gruppen einen Partner im Kampf gegen die Bolschewisierung Italiens und duldeten sie. Da auch die Exekutive größtenteils auf ihrer Seite stand, konnten die Fasci permanent an Stärke zulegen. Begnügte man sich anfangs, Einzelpersonen zu überfallen, sie zu verprügeln und/oder mit dem durchfallfördernden Rizinusöl zu traktieren und auch zu erschlagen, so griff man später auch Personengruppen sowie Vereinslokale und Redaktionen der Linken an, bis man zuletzt ganze Städte überfiel und den (sozialistischen) Stadtverwaltungen den Willen aufzwang. Das „Biennio nero“ endete 1922 mit der Ernennung Mussolinis zum Regierungschef.

## Gründe für den Erfolg der Faschisten
- Die Sozialistische Partei (PSI) war trotz ihres Bekenntnisses zum revolutionären Kampf und zur Diktatur des Proletariats intern auch weiterhin zwischen „Massimalisti“ und „Reformisti“ gespalten und agierte daher nicht einheitlich und entschlossen.
- Gemäß Gaetano Salvemini[1] haben die „Massimalisti“, die Anarchisten und auch viele Sozialisten mit ihrer Abwertung nationaler Gefühle, der Heroisierung von Deserteuren und der Herabwürdigung der Frontsoldaten eine breite Schicht von Veteranen und patriotischen Jugendlichen gegen sich aufgebracht, was der Faschismus mit pompösen Heldenehrungen und Gedenkstätten (z. B. Redipuglia) zu instrumentalisieren wusste.
- Die faschistischen Milizen konnten mit Duldung der Regierung, Sympathie der Exekutive und Neutralität rechnen und hatten eine breitere finanzielle Basis (Industrie, Grundbesitzer).